# Kunafa

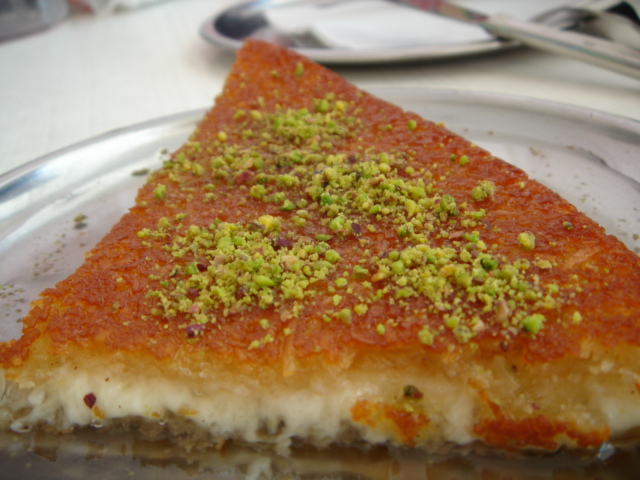
Kanafeh

Kunafa (arab. كنافة, kunāfah, także: kanafeh knafeh, kunafeh; tur. künefe; gr. καταΐφι, kataifi) – tradycyjne ciasto serowe, charakterystyczne dla kuchni arabskiej, tureckiej i greckiej. Wywodzi się z Nablusu.
Ciasto, które nadziewa się serem (najczęściej nabulusi), może mieć trzy odmiany:
- chaszina (خشنه) (szorstkie) – skorupka wykonana z długich cienkich nitek makaronowych,
- na’ima (ناعمة) – ciasto z semoliny,
- muhajjira (محيرة) (kombinacja obu powyższych).

Wierzch ciasta często barwi się na kolor pomarańczowy i posypuje siekanymi orzeszkami pistacjowymi. Danie jest chętnie spożywane podczas ramadanu.